# Donna pagana
Donna pagana (The Godless Girl) è un film del 1929 diretto da Cecil B. DeMille. Girato muto nel periodo della transizione dal muto al sonoro, gli vennero aggiunte delle parti parlate che l'UCLA Film and Television Archiv ha restaurato.
La storia verte sull'amore tra una ragazza atea e un giovane appartenente a una organizzazione cristiana.
La protagonista femminile del film, Lina Basquette, intitolò la sua autobiografia Lina: DeMille's Godless Girl.

## Trama
Due giovani studenti, divisi dalla loro visione della vita, si innamorano. Lei è un'attivista atea, lui il capo di un'associazione giovanile cristiana. Alla fine, la ragazza si redime.

## Produzione
Il film fu prodotto da DeMille per la Pathé in versione muta. Il film era finito nell'agosto del 1928, ma qualche mese dopo la Pathé si rese conto che il film avrebbe avuto poche possibilità sul mercato dal momento che i film che avevano successo erano tutti sonori. Così la casa di produzione decise di aggiungere delle scene sonorizzate che furono girate dall'attore Fritz Feld, senza la partecipazione o la supervisione di DeMille che, nel frattempo, aveva rotto il contratto con la Pathé per passare alla MGM.

## Distribuzione
Uscito negli Stati Uniti il 31 marzo 1929 e distribuito dalla Pathé Exchange, il film fu un disastro commerciale, mentre ebbe successo in Germania, contando tra i suoi fan anche Adolf Hitler. La Sovkino, il distributore sovietico, rimontò il film, togliendo l'ultimo rullo, quello dove la protagonista si redimeva: così la versione distribuita nell'URSS sembrava finire con la celebrazione dell'ateismo della gioventù americana. Tanto che, nel 1931, quando DeMille si recò in Unione Sovietica, venne accolto praticamente come un eroe per aver fatto il film.
Il film, a fronte di un budget di 722.315 dollari, incassò solo 489.095 dollari.
Di The Godless Girl esiste ancora più di una copia: all'Archivio Film and Television dell'UCLA e all'archivio DeMille dell'International Museum of Photography and Film at George Eastman House (positivo in 35 mm).
Nel 2007, venne realizzata dalla Photoplay Productions e George Eastman House associate alla Cecil B. DeMille Foundation e Film4, una copia restaurata dalla pellicola originale in nitrato, con un accompagnamento musicale affidato al compositore e direttore d'orchestra Carl Davis.

### Data di uscita
- USA - 31 marzo 1929
- Francia - 14 marzo 1930
- Portogallo - 14 aprile 1930 [4]

### Titoli
- The Godless Girl - USA (titolo originale)
- Das gottlose Mädchen - Austria / Germania
- A Descrente - Portogallo
- Donna pagana  - Italia
- Jumalaton tyttö - Finlandia
- La Fille sans dieu - Francia
- Les Damnés du coeur - Francia